# Державна власність
Держа́вна вла́сність — привласнення державою (як суб'єктом власності) засобів виробництва, робочої сили, частки національного доходу та інших об'єктів власності у різних сферах суспільного відтворення.
Державна власність:
- загальнодержавна власність — майно, що забезпечує діяльність Верховної Ради України та утворюваних нею державних органів; майно Збройних Сил, органів служби безпеки, прикордонних і внутрішніх військ; оборонні об'єкти; єдина енергетична система; кошти державного бюджету; Національний банк; інші державні банки; майно вищих і середніх спеціальних навчальних закладів; страхові, резервні та інші фонди та майно, що становить матеріальну основу суверенітету України і забезпечує її економічний та соціальний розвиток;
- майно державних підприємств — це те майно, яке закріплене за державним підприємством і яким воно може розпоряджатись